# 기합
기합(氣合)은 특별한 힘을 내기 위해서 정신을 집중하는 일을 말한다. 주로 격투기에서 사용되는 단어이다. 공격 동작을 할 때 내는 짧은 외침이기도 하다.